# Sergio Octavio Lenas Ponciano
Sergio Octavio Lenas Ponciano (en latín Sergius Octavius Laenas Pontianus) fue un senador romano de la primera mitad del siglo II, que desarrolló su cursus honorum bajo los imperios de Trajano y Adriano.

## Familia
Era nieto de Rubelia Basa, descendiente del emperador Tiberio y también estaba emparentado con el emperador Nerva.

## Carrera política
Su único cargo conocido es el de consul ordinarius en 131, bajo Adriano.